# Arrochadeira
Arrochadeira, o Bregadeira. es un género de fusión resultante de la mezcla de arrocha y swingueira.
El género surgió a principios de la década de 2010 en el estado de Bahía, teniendo como principales influencias la instrumentación y la percusión electrónica originada a partir del ritmo de swingueira y la composición con textos de doble sentido de la arrocha, con fuerte evidencia del forró electrónico. El éxito regional acabó por atraer a varios artistas de las pagode baiano, pero la primera canción de repercusión nacional del género fue "Metralhadora", de Banda Vingadora.

## Historia
El género surgió en el contexto del gran auge del funk ostentação, la arrocha y el sertanejo universitário, que portaban letras relacionadas con objetos de lujo, autos, mujeres, bebidas y motocicletas. A través de la fusión de la arrocha con la swingueira, el género surgió con un tema más atrevido alrededor de 2010 en el estado de Bahía.
El éxito regional surgió alrededor de 2014 en las tradicionales fiestas del interior de Bahía, las "Paredões de Som". La expansión regional impulsó a las bandas de pagodas bahianas a unirse al género en su repertorio, ya que la pagoda bahiana estaba saturada, como É O Tchan. Mientras tanto, con el tiempo han surgido nuevas bandas.   Durante este mismo período, Banda Vingadora surgió en el interior de Bahía y emergió como el principal exponente del género con canciones como "A Minha Mãe Deixa" y "Metralhadora", siendo esta última considerada la música del Carnaval de 2016.